# ミツウロコグループホールディングス
株式会社ミツウロコグループホールディングス（英: Mitsuuroko Group Holdings Co.,Ltd.）は東京都中央区京橋に本社を置く石油製品・LPガス・固形燃料など家庭用燃料商社のミツウロコグループの持株会社である。旧社名は株式会社ミツウロコ。東証スタンダード市場の上場企業。

## 概要

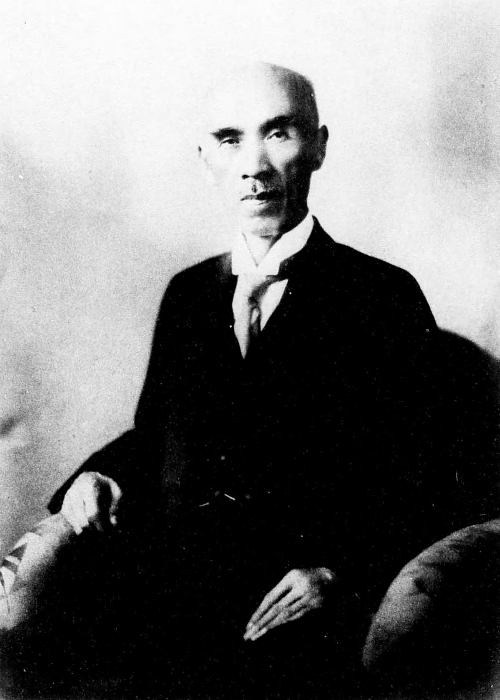
創業者の田島達策

会社の設立に3社の運送店が関わっていたことから、「三社」の「三」と、魚介類の運送を主に扱っていたことから「鱗」とし、三鱗社→ミツウロコという名称の由来としている。
日本でいち早く大正期から、豆炭や練炭を商業ベースで販売開始した老舗であり、燃料関係のほか、近年は電力やミネラルウォーター事業など、インフラストラクチャーに関わる分野に力を入れており、テレビCMの放映も盛んに行なっている。2011年4月よりテレビアニメ『ちびまる子ちゃん』のスポンサーを務めており、番組内では限定のコラボレーションCMを放送している。
社章が明治屋、および茨城県にある水産加工のミツウロコ食品と似ているが、いずれも一切関連がない。三菱鉛筆の前身で、真崎鉛筆製造所の社章（真崎家の家紋）であるミツウロコとも無関係である。任天堂のゼルダの伝説シリーズに登場するトライフォースもミツウロコの社章と同じであり、ミツウロコの子会社にもトライフォースという企業があるが、任天堂や同ゲームソフトとも無関係である。

## 沿革
参照：
- 1886年（明治19年）- 田島達策が高崎線新町駅前にカネイチ運送店を開業。
- 1892年（明治25年）- 三鱗社に改称、東京進出。
- 1895年（明治28年）- 三鱗合資会社に改称。
- 1919年（大正8年）- 三鱗石炭（現：三鱗事業）を設立。
- 1926年（大正15年）5月10日[3]- 三鱗石炭と（旧）三井物産が共同で、三鱗煉炭原料株式会社を設立。
- 1933年（昭和8年）3月 - 旧社名の三鱗煉炭原料から、三鱗無煙炭株式会社に変更。
- 1948年（昭和23年）3月 - 過度経済力集中排除法の適用を受け、解体された三井財閥との資本関係が消滅。
- 1953年（昭和28年）3月 - 石油製品の取扱いを開始。
- 1958年（昭和33年）1月 - 東京都千代田区外神田に本社ビル完成、不動産賃貸業を開始。
- 1959年（昭和34年）11月 - LPガスの全社的取扱いを開始。
- 1961年（昭和36年）6月 - 東京煉炭、横浜煉炭、栃木三鱗、永沼燃料、湘南燃料を吸収合併のうえ、初代株式会社ミツウロコに社名変更。
- 1962年（昭和37年）8月[4]- 東証第二部市場に新規上場。
- 1967年（昭和42年）4月 - サービスステーション部門を、ミツウロコ石油（現：ミツウロコドライヴ）として分社化。
- 1967年（昭和42年）5月 - 東京都中央区日本橋室町に本社移転。
- 1970年（昭和46年）6月 - レジャー事業子会社として、ハマボール（現：ハマエステート）を設立。
- 1972年（昭和47年）8月 - 東証第一部市場に銘柄指定替え。
- 1974年（昭和49年）12月 - 物流子会社として、千葉流通（現：ミツウロコヴェッセル）を設立。
- 1977年（昭和52年）7月 - リース子会社として、サンアンドキュー（現：ミツウロコリース）を設立。
- 1978年（昭和53年）9月 - 東京都中央区日本橋本町に本社移転。
- 1983年（昭和58年）6月 - コンピュータ等の情報機器販売を開始。
- 1985年（昭和60年）10月 - 事務処理等の子会社として、アイコン（現：ミツウロコクリエイティブソリューションズ）を設立。

ミツウロコ石油のサービスステーション

- 1998年（平成10年）10月 - ゼネラル石油とエッソ石油（いずれも現在のENEOSの前身）の小売部門を譲受け、関西へ進出。
- 2000年（平成12年）3月 - 風力発電の関連会社として、エムアンドディーグリーンエネルギー（現：ミツウロコグリーンエネルギー）を設立。
- 2003年（平成15年）8月 - ミネラルウォーター事業を開始。
- 2006年（平成18年）2月 - 東京都千代田区外神田に本社移転。
- 2009年（平成21年）3月30日 - 省エネ厨房機器の補助金を不正受給[5]。
- 2010年（平成22年）4月 - 関東地区の物流機能をロジトライ関東に、東北地区の物流機能をロジトライ東北にそれぞれ統合。
- 2011年（平成23年）1月31日 - バイオマス発電の岩国ウッドパワーの全株式を取得[6]。
- 2011年（平成23年）10月1日 - 純粋持株会社体制に移行。旧商号の初代ミツウロコから、株式会社ミツウロコグループホールディングスに変更[7][8]。

| ① エネルギー事業を、2代目ミツウロコ（旧商号のミツウロコ分割準備会社より変更）として分社化。 |  | ② 不動産賃貸・アミューズメント事業を、トライフォースとして分社化。 |

- 2013年（平成25年）10月 - 東京都中央区京橋に本社移転。
- 2014年（平成26年）12月19日 - 米国の高級ハンバーガーチェーンのCarl's Jr. Restaurants LLCと業務提携[9][10]。

| ① ミツウロコグループHD子会社のハマボールイアスを、カールスジュニアジャパンに改称。 |  | ② カールスジュニアジャパンがCarl’s Jr. Restaurants LLCと、「カールスジュニア」のFC契約を締結。 |

- 2015年（平成27年）1月5日 - 連結子会社のミツウロコビバレッジが、飲料水メーカーの2代目勝水[注 2]の全株式を取得[11]。
- 2015年（平成27年）4月1日 - 連結子会社のミツウロコビバレッジが大手飲料販売のコカ・コーライーストジャパン（現：コカ・コーラボトラーズジャパン）より、小売事業と飲食事業の一部をそれぞれ譲受け[12]。
- 2015年（平成27年）4月1日 - 物流事業を再編[13]。

| ① ミツウロコグループHDが2代目ミツウロコより、ロジトライの全株式を取得。 ③ ロジトライを、物流事業の中核に位置付け。 |  | ② ロジトライ（旧商号のロジトライ関東より変更）の一部事業を、ロジトライ関西、ロジトライ中部、ロジトライ東北に分割。 |

- 2015年（平成27年）6月 - 監査等委員会設置会社に移行。
- 2015年（平成27年）8月12日 - 連結子会社の2代目ミツウロコが地域会社（四国）として、神原ミツウロコを設立。
- 2016年（平成28年）2月18日 - 大手コンビニエンスストア（CVS）のファミリーマートと包括提携[14]。
- 2016年（平成28年）4月1日 - 連結子会社のミツウロコビバレッジが大手CVSのファミリーマートより、ボランタリーチェーンのココストアリテール（後のミツウロコグローサリー）の全株式を取得[15]。
- 2016年（平成28年）4月1日 - 連結子会社の2代目ミツウロコビバレッジ（旧商号の2代目勝水より変更）が、ミツウロコプロビジョンズ（旧商号のミツウロコビバレッジより変更）の飲料水事業を吸収[16]。
- 2017年（平成29年）4月3日 - 丸紅系の投資ファンドより、ベーカリーカフェのスイートスタイルの全株式を取得[17]。
- 2017年（平成29年）10月1日 - エネルギー事業と、飲食店事業の再編をそれぞれ実施。

　1. エネルギー事業
| ① 2代目ミツウロコの小売事業を山梨ミツウロコ、ミツウロコヴェッセル（MV）、MV東北、MV中部、MV関西に分割。 |  | ② ミツウロコグループHDが、MVの全株式を取得。同時に、MVがMV東北、MV中部、MV関西の全株式をそれぞれ取得。 |

　2. 飲食店事業
| ① ミツウロコグループHDが中間持株会社として、ミツウロコヴォイジャーズ（現：ミツウロコフーズ）を設立。 |  | ② ミツウロコヴォイジャーズが2代目ミツウロコビバレッジ、スイートスタイル、ミツウロコプロビジョンズの全株式をそれぞれ取得。 |

- 2018年（平成30年）5月28日 - 連結子会社のミツウロコヴェッセルが、電気機械器具小売業のサンユウの全株式を取得[20]。
- 2018年（平成30年）10月1日 - エネルギー事業と、物流事業の再編をそれぞれ実施。

　1. エネルギー事業（ミツウロコヴェッセル（MV）を、総合エネルギー企業に）
| ① MVが、2代目ミツウロコのエネルギー卸売部門（その連結子会社の株式を含む）を吸収。同事業部門のうち、東北・中部・関西の地域事業を、各地域子会社に吸収分割。 |  | ② 2代目ミツウロコがトライフォースを吸収合併のうえ、事業内容を「不動産事業」に変更。また2代目ミツウロコの印刷部門を、2代目トライフォースとして分社化。 |

　2. 物流事業（関東地域の共同事業化）
| ① 中間持株会社として、ロジトライホールディングスを設立。ロジトライHDがロジトライ、ロジトライ東北、ロジトライ中部、ロジトライ関西の全株式をそれぞれ取得。 |  | ② ジャパンエナジック（旧商号のロジトライより変更）の株式を、ロジトライHD、ミライフ、三ッ輪産業、三愛石油、橋本ホールディングスの5社が20.0％ずつ保有する体制に移行。 |

- 2019年（平成31年）3月1日 - 連結子会社のミツウロコプロビジョンズが、ミツウロコグローサリーを吸収合併[26]。
- 2019年（平成31年）3月8日 - 連結子会社のミツウロコヴェッセルが東京電力エナジーパートナーと、都市ガスサービスで業務提携[27]。
- 2019年（令和元年）6月18日 - タイの大手LPガスのSiamgas & Petrochemicals PCLと資本業務提携で合意[28]。
- 2020年（令和2年）10月1日 - 海外事業の統括会社として、シンガポールにTRIFORCE Investments Pte. Ltd.を設立[29]。
- 2021年（令和3年）3月19日 - 連結子会社のサンユウで、顧客情報の取扱いに不備があったことを発表[30]。
- 2021年（令和3年）4月1日 - 連結子会社のミツウロコヴェッセルが、ミツウロコエナジーフォースを吸収合併[31]。
- 2021年（令和3年）10月1日 - 食品メーカーのデルソーレと、「元町珈琲」を共同事業化[32]。

| ① 元町珈琲（旧商号のミツウロコヴォイジャーズ分割準備会社より変更）が、スイートスタイルの「元町珈琲」事業を吸収。 |  | ② ミツウロコヴォイジャーズは元町珈琲の株式20.0％を、デルソーレに売却。 |

- 2021年（令和3年）11月1日 - 連結子会社のミツウロコビバレッジがJA静岡経済連とJAしみずより、清涼飲料水受託製造の静岡ジェイエイフーズ（現：静岡ミツウロコフーズ）の全株式を取得[33]。
- 2021年（令和3年）12月 - シンガポール法人のTRIFORCE Investments Pte. Ltd.が現地投資会社のSingPost Investments Pte. Ltd.より、セルフストレージサービス[注 3]のGeneral Storage Company Pte. Ltd.の全株式を取得[29]。
- 2022年（令和4年）4月 - 東証の市場区分見直しに伴い、スタンダード市場に移行。
- 2022年（令和4年）5月10日 - 連結子会社の2代目ミツウロコが、家具サブスクのソーシャルインテリアとの協業を発表[34]。
- 2022年（令和4年）12月1日 - 連結子会社のミツウロコヴェッセルより、建設業子会社のミツウロコテック（旧商号のミツウロコエンジニアリングより変更）の全株式を取得[35]。
- 2023年（令和5年）11月1日 - 連結子会社のミツウロコグリーンエネルギーが、電気自動車向け充電スタンドのユアスタンドと資本業務提携[36]。
- 2023年（令和5年）12月1日 - 連結子会社の2代目ミツウロコより、スポーツ事業のミツウロコスポーツの全株式を取得[37]。
- 2024年（令和6年）4月1日 - 飲食店事業の再編を実施[38]。

| ① ミツウロコプロビジョンズが、スイートスタイルを吸収合併。 |  | ② ミツウロコプロビジョンズが、元町珈琲（現：ミツウロコパートナーズ）を完全子会社化。 |

- 2024年（令和6年）6月24日 - カールスジュニアジャパンの全事業を、北海道を中心にハンバーグレストランチェーン「びっくりドンキー」を展開するアレフに譲渡[39]。
- 2025年（令和7年）3月3日 - 基礎化粧品メーカーのイービーエムと共同で、女性専用サウナのミツウロコEBMを設立[40]。
- 2025年（令和7年）3月27日 - 休眠会社となっていたカールスジュニアジャパンの清算結了[41]。
- 2025年（令和7年）4月10日 - シンガポール法人のTRIFORCE Investments Pte. Ltd.が、現地最大の太陽光発電のSunPro Energies Pte. Ltd.と資本業務提携[42]。

## 主要関連会社

### エネルギー事業
エネルギー商社
- 株式会社ミツウロコヴェッセル（「MV」、ミツウロコグループHD 100.0%）- 大手総合エネルギー商社

【地域販売会社】
| - 株式会社ミツウロコヴェッセル東北（MV 100.0%） - 株式会社ミツウロコヴェッセル関西（MV 100.0％） - 株式会社ミツウロコヴェッセル北海道（MV 100.0%） - 株式会社ミツウロコヴェッセル草津（MV 100.0%） |  | - 株式会社ミツウロコヴェッセル中部（MV 100.0%） - 株式会社ミツウロコヴェッセル四国（MV 100.0%） - 株式会社ミツウロコヴェッセル山梨（MV 100.0%） |

【ガス・石油】
| - ミツウロコドライヴ株式会社（MV 100.0%）- ガソリンスタンドの運営、自動車整備、中古車買取 - 株式会社第一ガス（MV 100.0%）- 都市ガスの販売等 - 入間ガス株式会社（MV 25.8%）- 各種ガスの供給等 - 株式会社丹野商店（MV 26.7%）- 燃料供給業、住宅設備機器の販売 |  | - 株式会社サンユウ（MV 100.0%）- オール電化工事、太陽光発電設備の設置工事等 - ミツウロコアーバンガス株式会社（MV 99.9%）- 都市ガスの販売等 - 大城エネルギー株式会社（MV 30.1％）- LPガス等の燃料供給業 |

- 新潟サンリン株式会社（ミツウロコグループHD 35.0％、サンリン 35.5%、新潟サンリン従業員持株会 29.5％）- 燃料供給等

物流
- 株式会社ロジトライホールディングス（ミツウロコグループHD 100.0%）- 物流事業を統括する中間持株会社

| - ロジトライ東北株式会社（ロジトライHD 90.0%） - ロジトライ関西株式会社（ロジトライHD 100.0%） |  | - ロジトライ中部株式会社（ロジトライHD 100.0%） - ジャパンエナジック株式会社（ロジトライHD 20.0%） |

エンジニアリング
- 株式会社ミツウロコテック（ミツウロコグループHD 100.0%）- エネルギー関連の総合エンジニアリングサービス

### 電力事業
- ミツウロコグリーンエネルギー株式会社（ミツウロコグループHD 100.0%）- 神栖風力発電所の運営等

| - 株式会社的山大島風力発電所（ミツウロコグリーンエネルギー 74.9%、平戸市 25.1%）- 第三セクター式の風力発電所の運営 - 株式会社富津ソーラー（ミツウロコグリーンエネルギー 49.0%、レノバ 51.0%）- メガソーラーの運営 |  | - 株式会社ミツウロコ岩国発電所（ミツウロコグリーンエネルギー 100.0％）- バイオマス発電所の運営 - 株式会社水郷潮来ソーラー（ミツウロコグリーンエネルギー 32.0％、レノバ 68.0%）- メガソーラーの運営 |

### フード事業
- 株式会社ミツウロコフーズ（ミツウロコグループHD 100.0％）- フード事業を統括する中間持株会社

| - 株式会社ミツウロコビバレッジ（ミツウロコフーズ 100.0%）- 清涼飲料水メーカー - 静岡ミツウロコフーズ株式会社（ミツウロコビバレッジ 100.0%）- 飲料水のOEM等 |  | - 株式会社ミツウロコプロビジョンズ（ミツウロコフーズ 100.0%）- ショップ&レストラン事業、ボランタリーチェーン事業 - 株式会社ミツウロコパートナーズ（ミツウロコプロビジョンズ 100.0%）-「元町珈琲」の展開等 |

### リビング&ウェルネス事業
不動産
- 株式会社ミツウロコ（ミツウロコグループHD 100.0%）- 不動産賃貸業、複合商業施設の運営等
  - 株式会社 ハマエステート（ミツウロコ 100.0%）- 不動産関連事業

ウェルネス
- 株式会社ミツウロコスポーツ（ミツウロコグループHD 100.0%）- スポーツ事業（ボウリング場の運営）、ウェルネス事業（温泉施設の運営等）
- 株式会社ミツウロコEBM（ミツウロコグループHD 70.0%、イービーエム 30.0%）- 女性専用サウナの運営（2025年中に東京都内で営業開始予定）

### 海外事業
統括会社
- TRIFORCE Investments Pte. Ltd.（ミツウロコグループHD 100.0%）- 海外事業の統括、投資業

東南アジア
- General Storage Company Pte.Ltd.（TRIFORCE Investments 100.0%）- シンガポールを中心としたセルフストレージサービス

| - Lock+Store (Chai Chee) Pte. Ltd.（GCS 100.0%） - Lock+Store (Tanjong Pagar) Pte. Ltd.（GCS 100.0%） - Lock And Store (Glenmarie) Sdn. Bhd.（GCS 100.0%） |  | - Lock+Store (Ayer Rajah) Pte. Ltd.（GCS 100.0％） - L+S Self Storage Pte. Ltd.（GCS 100.0%） - The Store House Limited（GCS 100.0%） |

- SunPro Energies Pte. Ltd.（TRIFORCE Investments 30.0%）- シンガポール最大の太陽光発電事業

### その他事業
リース業
- 株式会社ミツウロコリース（ミツウロコグループHD 100.0%）- 総合リース業、融資業務

保険代理店
- 株式会社三鱗（ミツウロコグループHD 100.0%）- 保険代理店（自動車保険・バイク保険、火災保険、医療保険等）業務

印刷
- 株式会社トライフォース（ミツウロコグループHD 100.0%）- 印刷業、デジタルマーケティング事業、EC事業

コーポレート
- 株式会社ミツウロコクリエイティブソリューションズ（ミツウロコグループHD 100.0%）- シェアードサービス

### 注
1. ↑  フジテレビにおける各種不祥事・疑惑の影響により、2025年1月26日はACジャパンに差し替え、以降は6月末まで提供休止。7月6日より提供再開した[1]。
2. ↑  初代勝水（福島県）の全額出資により設立。同時に、初代法人の事業を譲り受け。
3. ↑  レンタル収納スペースの個人向けレンタルサービス全般を指す